# Primarias del Partido Republicano de 2008 en Florida
Las primarias republicanas de Florida, 2008 fueron el 29 de enero de 2008, con 57 delegados en juegos en donde el ganador se lo lleva todo. El Comité Nacional Republicano removió la mitad de los delegados de la Florida porque el comité estatal movió sus primarias republicanas antes del 5 de febrero. El senador de Arizona John McCain fue el ganador de las primarias.

## Campaña
Rudy Giuliani hizo una campaña muy pesada en Florida, en la cual el pensó que ese estado sería para él e iba a poner todo de su parte para entrar en lleno en las primarias del Super Martes. Él solo hizo campaña en Florida, e ignoró a las primarias de Carolina del Sur y otros estados con votos el 5 de febrero. Encuestas hechas antes de las primarias ponían a John McCain como ganador sobre Mitt Romney. Giuliani ha estado haciendo campaña, virtualmente sin oposición; sin embargo, después de la Primaria republicana de Carolina del Sur, 2008, muchos candidatos volaron hasta Florida para empezar a hacer campaña para las primarias del 29 de enero y es cuando los candidatos republicanos ponen los ojos en la Florida|accessdate=20 de enero de 2008}}</ref>

## Encuestas pre-primarias
A la fecha del 29 de enero, RealClearPolitics reportó que el promedio de apoyo de las encuestas hechas en los días posteriores a las primarias, ponían liderando a Mcain con un 30.7%, seguido por Romney con 30.1%, Giuliani con 14.7%, Huckabee con 12.9%, y Paul con 3.6%. Ex. Sen. Fred Thompson y el Rep. Duncan Hunter, aunque ya están fuera de la contienda, ellos permanecieron en la boleta electoral de las primarias.

## Resultados
Con 99% de los precintos reportados: John McCain es el ganador.
| Candidato      | Votos     | Porcentajes | Condados | Delegados |
| -------------- | --------- | ----------- | -------- | --------- |
| John McCain    | 701,352   | 36%         | 45       | 57        |
| Mitt Romney    | 604,672   | 31.03%      | 18       | 0         |
| Rudy Giuliani  | 285,937   | 14.67%      | 0        | 0         |
| Mike Huckabee  | 262,538   | 13.47%      | 4        | 0         |
| Ron Paul       | 62,844    | 3.23%       | 0        | 0         |
| Fred Thompson* | 22,651    | 1.16%       | 0        | 0         |
| Alan Keyes     | 4,052     | 0.21%       | 0        | 0         |
| Duncan Hunter* | 2,843     | 0.15%       | 0        | 0         |
| Tom Tancredo*  | 1,590     | 0.08%       | 0        | 0         |
| Totals         | 1,948,479 | 100%        | 67       | 57        |

* Candidato se ha retirado antes de esta primaria.